# Lindholm (Østersøen)
|  | Denne artikel omhandler Lindholm i Østersøen. Der er også andre øer med dette navn, se Lindholm |
Lindholm er en lille ubeboet ø i Østersøen syd for Lolland.
Øen har været ubeboet siden 1997.
|  | Denne artikel om lokaliteten Lindholm (Østersøen) kan blive bedre, hvis der indsættes et (bedre) billede. Du kan hjælpe ved at afsøge Wikimedia Commons for et passende billede eller lægge et op på Wikimedia Commons med en af de tilladte licenser og indsætte det i artiklen. |